# Dolina Łomnicka

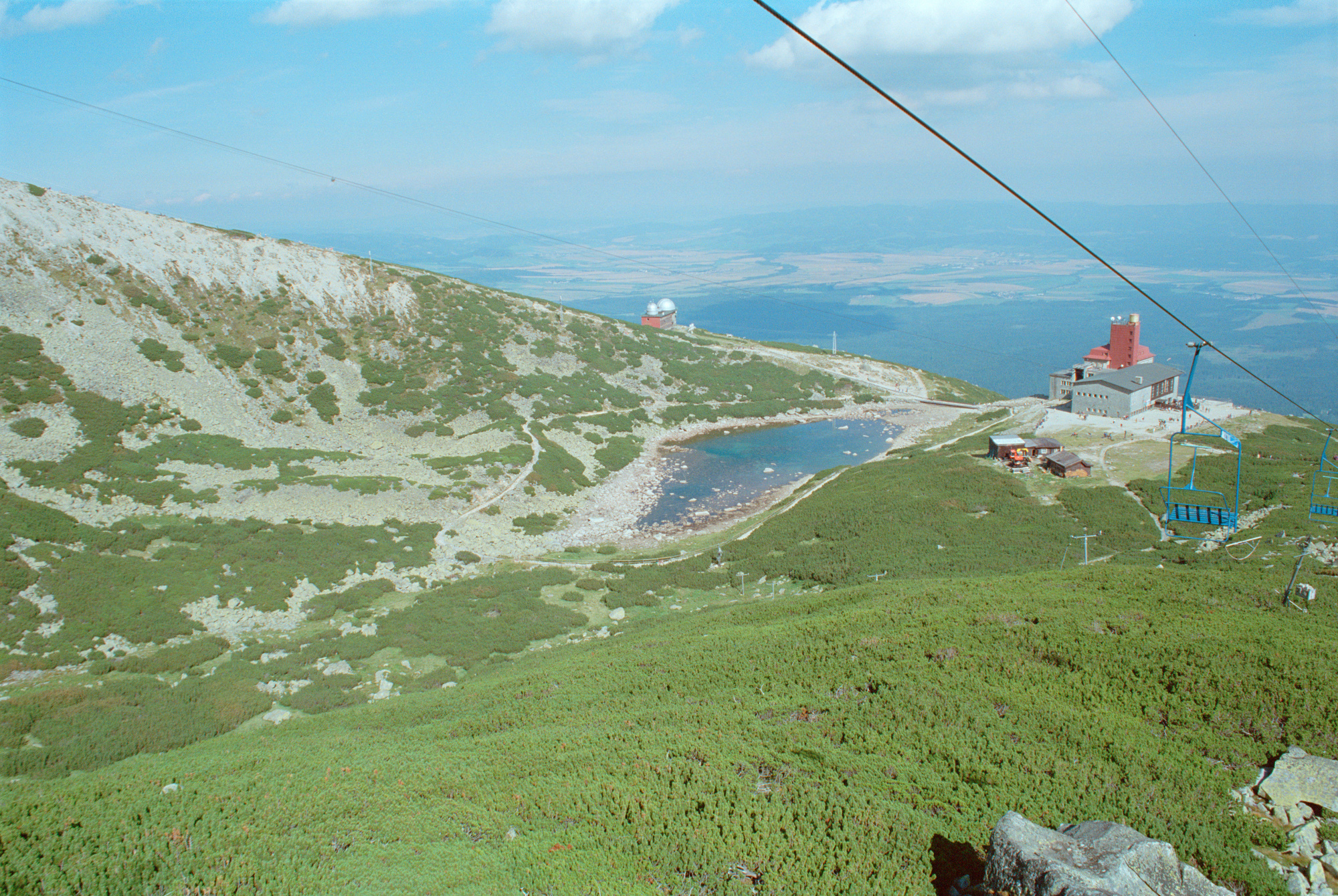
Łomnicki Staw w Dolinie Łomnickiej

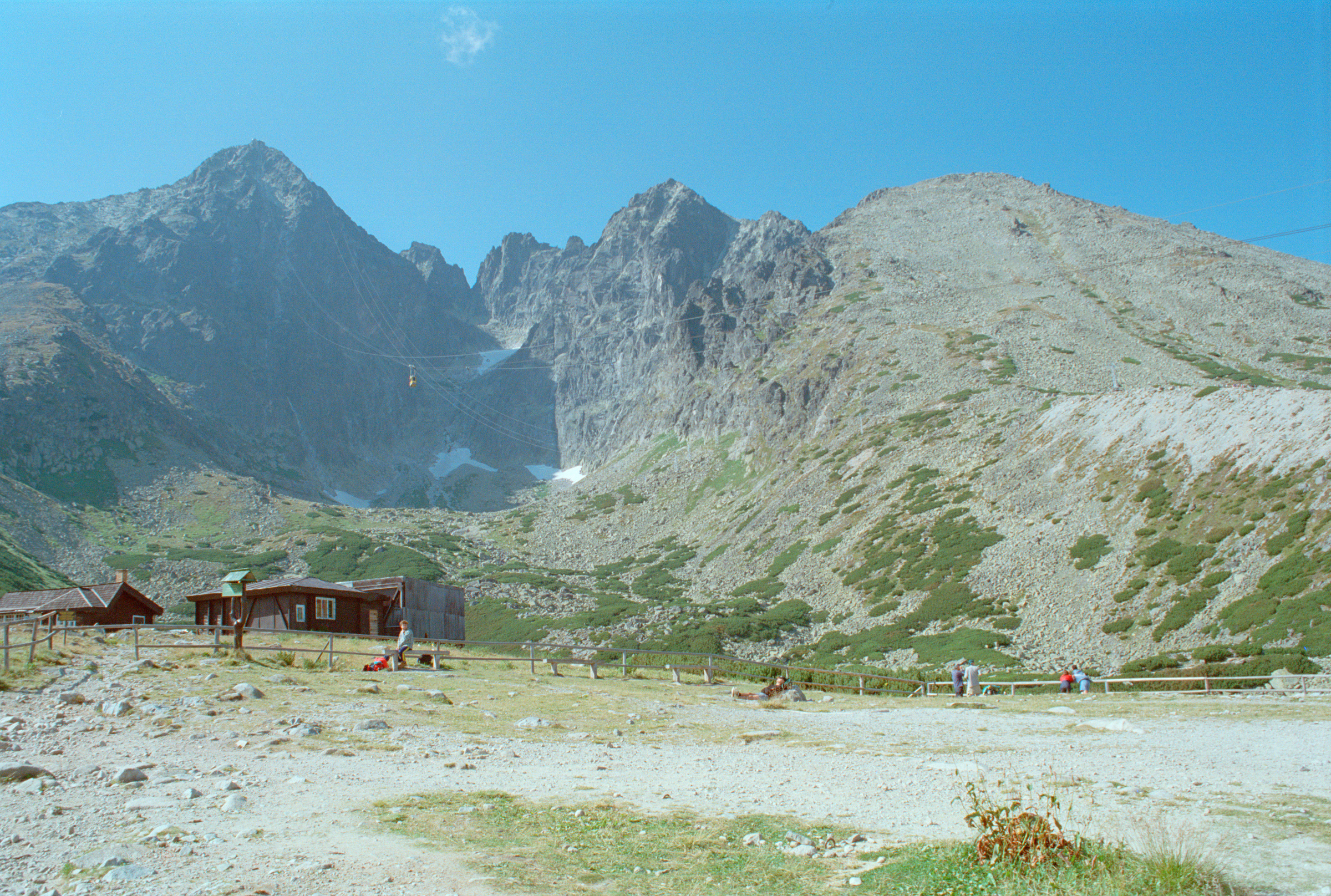
Widok na Dolinę Łomnicką znad Łomnickiego Stawu – od lewej: Łomnica, Widły, Kieżmarski Szczyt, Huncowski Szczyt

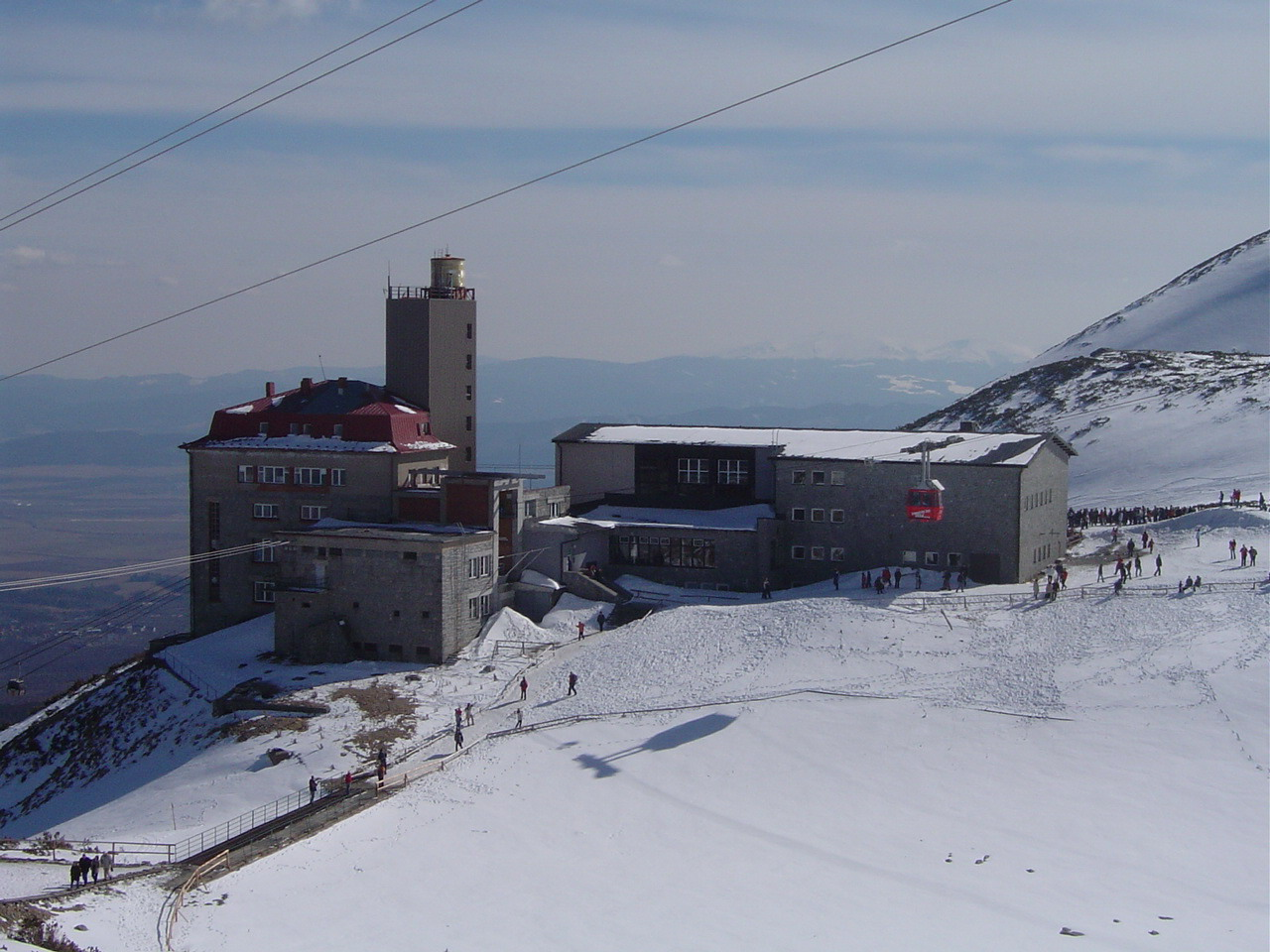
Zamarznięty Łomnicki Staw, stacja kolejki, hotel górski Encián i centrum narciarskie

Dolina Łomnicka, nazywana dawniej też błędnie Doliną Kamiennego Stawu (słow. Skalnatá dolina, niem. Steinbachtal, Steinbachseetal, węg. Kőpataki-völgy) – mała (ok. 3,0 km² powierzchni), samodzielna dolina położona w Tatrach Wysokich na terenie Słowacji.

## Topografia
Dolina Łomnicka graniczy:
- od północnego zachodu z Miedzianą Kotliną (Medená kotlina), jednym z górnych pięter Doliny Zielonej Kieżmarskiej (dolina Zeleného plesa), rozdziela je grań Wideł (Vidlový hrebeň) biegnąca od Łomnicy (Lomnický štít) w kierunku Kieżmarskiego Szczytu (Kežmarský štít),
- od północnego wschodu z Doliną Huncowską i jej górnym piętrem Świstówką Huncowską (Huncovská kotlina), rozdziela je boczna grań od Kieżmarskiego Szczytu do Huncowskiego Szczytu (Huncovský štít) i jego ramię nazywane Jaszczerzycą (Úšusty) z kulminacją w Jaszczerzyckiej Kopie (Jašterická kopa),
- od zachodu z Doliną Małej Zimnej Wody (Malá Studená dolina), rozdziela je grań opadająca na południe od wierzchołka Łomnicy.

Wszystkie granie otaczające Dolinę Łomnicką stanowią część systemu, jaki tworzy długa południowo-wschodnia grań Wyżniego Baraniego Zwornika.

## Opis doliny
Górna część doliny, opadająca dwoma progami pomiędzy Kieżmarskim Szczytem a Łomnicą, nazywana jest Cmentarzyskiem (Cmiter). W dolnej części doliny, na wysokości 1751 m n.p.m. znajduje się Łomnicki Staw (Skalnaté pleso) z okresowo pojawiającą się wodą (wiosną i po dużych opadach). Na dnie stawu występują szczeliny, przez które woda wycieka. Nad stawem, na zboczu Huncowskiego Szczytu, położony jest budynek obserwatorium astronomicznego (placówka Słowackiej Akademii Nauk).
W dolinie znajdują się także stacje kolejki linowej z Tatrzańskiej Łomnicy na szczyt Łomnicy oraz wyciągu krzesełkowego na Łomnicką Przełęcz, bufet, Schronisko Łomnickie (Skalnatá chata) (praktycznie bez miejsc noclegowych) i pełniący funkcję restauracji hotel „Encián”. Przez dolinę przebiega kilka szlaków turystycznych łączących Dolinę Łomnicką z sąsiadującymi z nią dolinami, w kierunku Tatrzańskiej Łomnicy poprowadzona jest nartostrada.

## Nazwa
Nazwa doliny pochodzi od przepływającego przez nią Łomnickiego Potoku, zwanego też po prostu Łomnicą (od niego też wzięły się nazwy szczytu Łomnicy, Łomnickiego Stawu oraz miejscowości Wielka Łomnica i innych). Sam potok wziął swą nazwę od dawnego słowa łomy, oznaczającego bloki kamienne zrzucane z łoskotem przez rwącą wodę. Nazwy Kamienny Potok, Kamienny Staw oraz słowackie Skalnaté pleso, Skalnatý potok są dosłownymi tłumaczeniami spiskoniemieckiej nazwy Steinbach – a ta z kolei według Witolda Henryka Paryskiego jest kalką wczesnych nazw słowiańskich. Słowacki znawca Tatr Ivan Bohuš uważał zaś, że Steinbach to zniekształcone słowo Steinbock, oznaczające kozicę.

## Szlaki turystyczne
– niebieski szlak z centrum Tatrzańskiej Łomnicy do Rainerowej Chatki u wylotu Doliny Staroleśnej. Czas przejścia: 1:55 h, ↓ 1:40 h
  – zielony od nieczynnej stacji kolejki przy hotelu „Praha” w Tatrzańskiej Łomnicy obok pośredniej stacji „Start” do Łomnickiego Stawu. Czas przejścia: 2:30 h, ↓ 1:45 h
  – niebieski od pośredniej stacji „Štart” w dolnej części doliny do Doliny Huncowskiej, prowadzący przez Huncowską Ubocz, Rakuską Polanę i Niżnią Rakuską Przełęcz, a dalej z powrotem do Doliny Łomnickiej nad Łomnicki Staw.
- Czas przejścia od stacji kolejki na Rakuską Polanę: 1:30 h, ↓ 1 h
- Czas przejścia z polany nad Łomnicki Staw: 1:30 h, ↓ 1 h

  – znakowana czerwono Magistrala Tatrzańska, prowadząca od Schroniska Zamkovskiego w Dolinie Małej Zimnej Wody nad Łomnicki Staw, a stąd dalej przez Rakuski Przechód do Doliny Zielonej Kieżmarskiej.
- Czas przejścia od schroniska Zamkovskiego nad Łomnicki Staw: 1 h, ↓ 45 min
- Czas przejścia znad stawu do schroniska nad Zielonym Stawem: 2:05 h, z powrotem 2:55 h

  – zielony szlak od górnej stacji wyciągu krzesełkowego na Łomnicką Przełęcz i Wielką Łomnicką Basztę. Czas przejścia: 15 min w obie strony